# Đinh Viết Nhưng
Đinh Viết Nhưng (có sách nói là Đinh Văn Nhưng) hay Chảng, là công thần của nhà Tây Sơn.
Sau khi nhà Tây Sơn mất, ông Nhưng đổi từ họ Đinh sang họ Đào để tránh sự truy sát của triều Nguyễn. Ngày nay, hai nhánh con cháu của ông Chảng sống ở khu vực Bằng Châu (thuộc P.Đập Đá, TX.An Nhơn) và thôn Thanh Liêm (thuộc xã Nhơn An, TX.An Nhơn) vẫn giữ tục "Sinh Đào tử Đinh".
Ong tổ họ Đinh ở Bằng Châu tên Đinh Viết Hòe, đi lính cho chúa Nguyễn, lấy vợ ở đây và sinh ra 3 người con là Đinh Văn Diệm, Đinh Văn Nhưng và Đinh Thị Triêm. Lúc nhỏ, nhà nghèo, ông Nhưng phải có cuộc sống tự lập, tính ngang bướng, không chịu luồn cúi ai nhưng lại giỏi võ nghệ. Nhờ có tầm nhìn xa nên ông đã tổ chức khai hoang tại các vùng Thanh Liêm, Kim Tài và trở thành người giàu có, trong nhà có nhiều người giúp việc. Ông Nhưng còn là một võ sư, một quân sư có tiếng trong vùng. Thôn Bằng Châu được tổ chức thành một thôn biệt lập. Người trong thôn phần nhiều có liên hệ thân thuộc với nhau. Không một gia đình xa lạ nào có thể vào mua ruộng đất lập nghiệp tại thôn này. Những kẻ tha phương tầm thực ghé đến xin việc làm đều được họ Đinh vui lòng thâu nhận. Thôn Bằng Châu nổi tiếng là khu an toàn nhất trong vùng. Nhờ tổ chức an ninh giỏi, nhất là hầu hết các tráng đinh trong thôn đều biết võ nghệ nên vùng đất này luôn an toàn.
Nghe tiếng ông Nhưng, anh em Nguyễn Nhạc, Nguyễn Huệ đến xin học võ. Ông Nhưng nhận họ làm con nuôi và dốc lòng dạy dỗ. Lúc nhà Tây Sơn khởi nghĩa, ông Nhưng ủng hộ rất nhiều ngựa và lương thực.
Khi Nguyễn Nhạc xưng vương tại thành Hoàng Đế đã phong cho ông Nhưng chức Điện tiền đại đô đốc tả thân vệ úy, tước Sanh Sơn bá. Tuy nhiên, ông Nhưng nói lại rằng: "Ông làm vua là làm vua với thiên hạ, chứ với tôi, ông vẫn là con cháu. Con cháu mà ban chức tước cho cha ông thì hơi nghịch, chi bằng để tôi phê rồi ông lục thì hơn...". Nhà vua đồng ý, ông Nhưng cầm bút viết 4 câu chữ Nôm, được phiên âm: "Bùng binh chi tướng/Uýnh cướng chi quan/Bộn bàng chi chức/Chảng chảng ngang thiên" (Nhà nghiên cứu Đặng Quý Địch dịch nghĩa 4 câu này như sau: Tướng lớn/Quan to khiến người được phong mừng quýnh lên/Chức nhiều/Chảng ngang hàng với trời).
Mỗi lần vào thăm vua Thái Đức, ông Chảng thường ngồi trên một cái ghế thang có bốn người khiêng, hai bên có vài chục người cầm cào cỏ, cuốc, thuổng... thay cho cờ biển và hai cây du du (dụng cụ che nắng của nông dân làm đồng ngày xưa) dùng làm lọng. Phía sau, phía trước lại có hai đoàn người thổi kèn, đánh trống bằng miệng tưng bừng nhộn nhịp, mọi người kéo ra xem rất đông, vui như hội. Nguyễn Nhạc cũng rất kính trọng ông nên không bắt bẻ gì.
Ông Nhưng còn xuống tận vùng Đa Tài, Kim Ngọc (nay là thôn Kim Tài, xã Nhơn Phong, TX.An Nhơn) lập trại khai hoang, lấy vợ thứ và sinh con cái ở đó. Từ đường thờ ông Nhưng ở Kim Tài bị cháy từ năm 1968 do chiến tranh. Con cháu kể lại rằng từ đường này ngày xưa đặt 6 dụng cụ tượng trưng cho công việc khai hoang, gồm: cào cỏ, mỏ gãy, du du, cuốc, xẻng, chìa ba.
Khi ông Nhưng qua đời, con cháu phải lập đến 6 hay 7 ngôi mộ giả vì sợ bị khai quật nên ngày nay tộc họ cũng không biết chính xác mộ ông ở đâu.